# Calle del Monte Esquinza
La calle del Monte Esquinza (o Monte Esquinza) es una vía pública del barrio de Almagro, perteneciente al distrito de Chamberí. Comienza en la calle Génova y termina en la de Jenner. Es una calle de un solo sentido que discurre en paralelo al paseo de la Castellana, si bien dejando la calle de Fortuny en medio. Se caracteriza por albergar numerosos palacetes y edificios de viviendas de estilo modernista de principios del siglo XX y brutalista de la década de 1960.

## Historia
La calle está dada de alta en el registro del Ayuntamiento de Madrid desde el 14 de febrero de 1876. Puede observarse en el plano de Madrid de 1879, que alcanzaba hasta la calle de Fernando el Santo y seguía una orientación perfecta norte-sur, que posteriormente fue ligeramente modificada, como puede verse en el plano de Facundo Cañada de 1900. La calle forma parte del barrio de Almagro, cuyas calles Almagro, Zurbano y Monte Esquinza forman «hermosas barriadas de calles alineadas, pobladas de elegantes hoteles y bonitos edificios».
Su nombre tiene origen en Monte Esquinza (en vasco, Eskinza o Eskintza), una altura que se halla en término municipal de Cirauqui, cerca de Villatuerta y Montejurra (Navarra), «de donde fueron arrojadas las tropas carlistas por el ejército liberal en una memorable jornada que tuvo lugar el 25 de junio de 1874 [durante las Terceras Guerras Carlistas]». Su mayor elevación tiene 740 metros (San Cristóbal) y todavía quedan restos de una fortificación que alojó tropas entre sus muros hasta el final de la contienda, en 1876.
En el número 23 de esta calle falleció, el 23 de septiembre de 1888, el exmariscal del ejército francés François Achille Bazaine. El abogado José Ponce de León y Encina tuvo un despacho calle Monte Esquinza 7-tripl.

## Arquitectura
En el número 6 esquina a calle Alcalá Galiano, se sitúan las viviendas para Enriqueta Sánchez-Rueda, que luego fueron del Duque de Tovar, diseñadas por el arquitecto Tomás Cantalauva Rabadán en 1910, y fueron ejecutadas por Álvarez Naya. Enriqueta instaló dos invernaderos con plantas tropicales en la azotea a ambos lados del torreón central.
En el número 19 haciendo esquina con la calle Fernando el Santo 16, se encuentra la Antigua Embajada del Reino Unido en Madrid. Fue diseñada en 1966 por el arquitecto británico W. S. Bryant, conocido por sus obras de estilo brutalista, y por el arquitecto racionalista español Luis Blanco-Soler (a quien debemos también el hotel Wellington, el barrio de El Viso y varios edificios de El Corte Inglés, entre muchos otros edificios). Se trata de un edificio redondo ya que su intención fue la de imitar una plaza de toros, con ruedo (gran plaza central con fuente) y burladeros (ventanas alternadas en la fachada circular). Su forma y modernidad hizo que destacara entre los clásicos edificios de la zona. El complejo cuenta con aparcamiento, búnker, piscina y club social. En 2009 la embajada trasladó su sede a la Torre de Cristal, sede también de otras embajadas.
En la esquina opuesta, en el número 20 se ubica el edificio de viviendas para José Botín esquina con Fernando el Santo, obra de Ricardo García Guereta y Juan Moya Idígoras. La fachada presenta un zócalo de granito y basamento estriado, sobre el que se asientan las paredes de ladrillo prensado de color rojo, rematada por un friso de hojarasca de laurel y un gran alero de madera. En la esquina presenta una cristalera de hierro forjado que se eleva hasta encontrar una peineta modernista con guirnaldas al estilo de Otto Wagner. 
En el número 26 se encuentra un edificio de viviendas obra de Antonio Marsá Prat y Antonio Vallejo Álvarez construido en torno a 1925. Es una obra entre barroca y déco, que cuenta con interesante reja y portal.
Las viviendas de la calle Monte Esquinza 41 son un bloque residencial de estilo brutalista construido entre 1966 y 1968 por el arquitecto Javier Carvajal Ferrer. Destaca principalmente por su profuso empleo del hormigón armado.
Al final de la calle, en el número 48 con vuelta a la calle de Jenner, se sitúa el antiguo palacete del duque de Plasencia. Fue proyectado en 1912 por el arquitecto Joaquín Saldaña y construido en 1912. Este inmueble alberga la Fundación Norman Foster desde el 1 de junio de 2017 destinada a albergar los 75 000 documentos de su archivo. El inmueble fue adquirido en 2012 a Bankia por 9 millones de euros y entre 2014 y 2016 el arquitecto inglés negoció con el ayuntamiento las cuestiones técnicas de su remodelación, lo que pospuso su apertura. La fundación puede visitarse pero únicamente por estudiantes e investigadores y de manera limitada un día al mes.

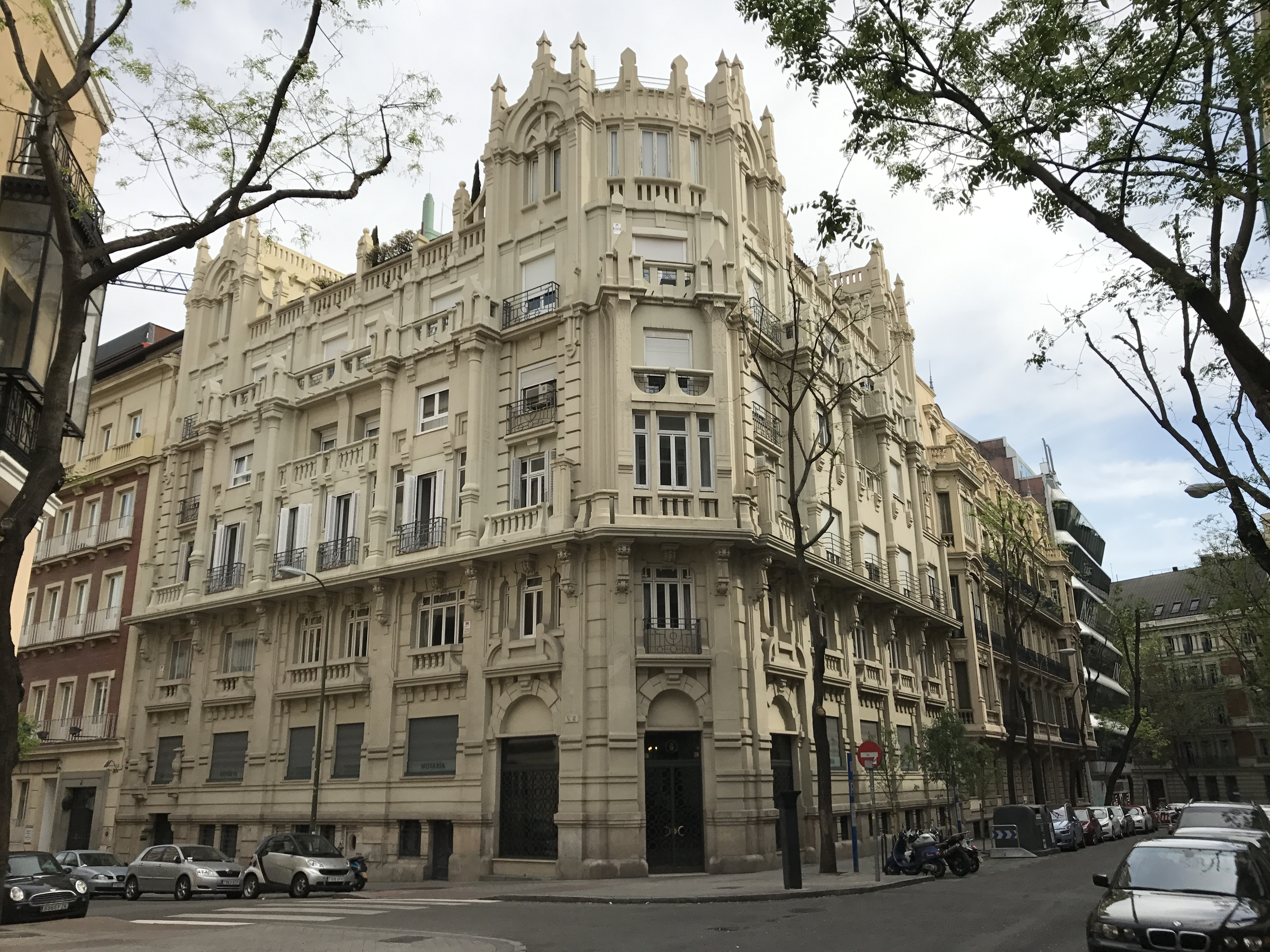
Viviendas del Duque de Tovar, en el n.º 6.
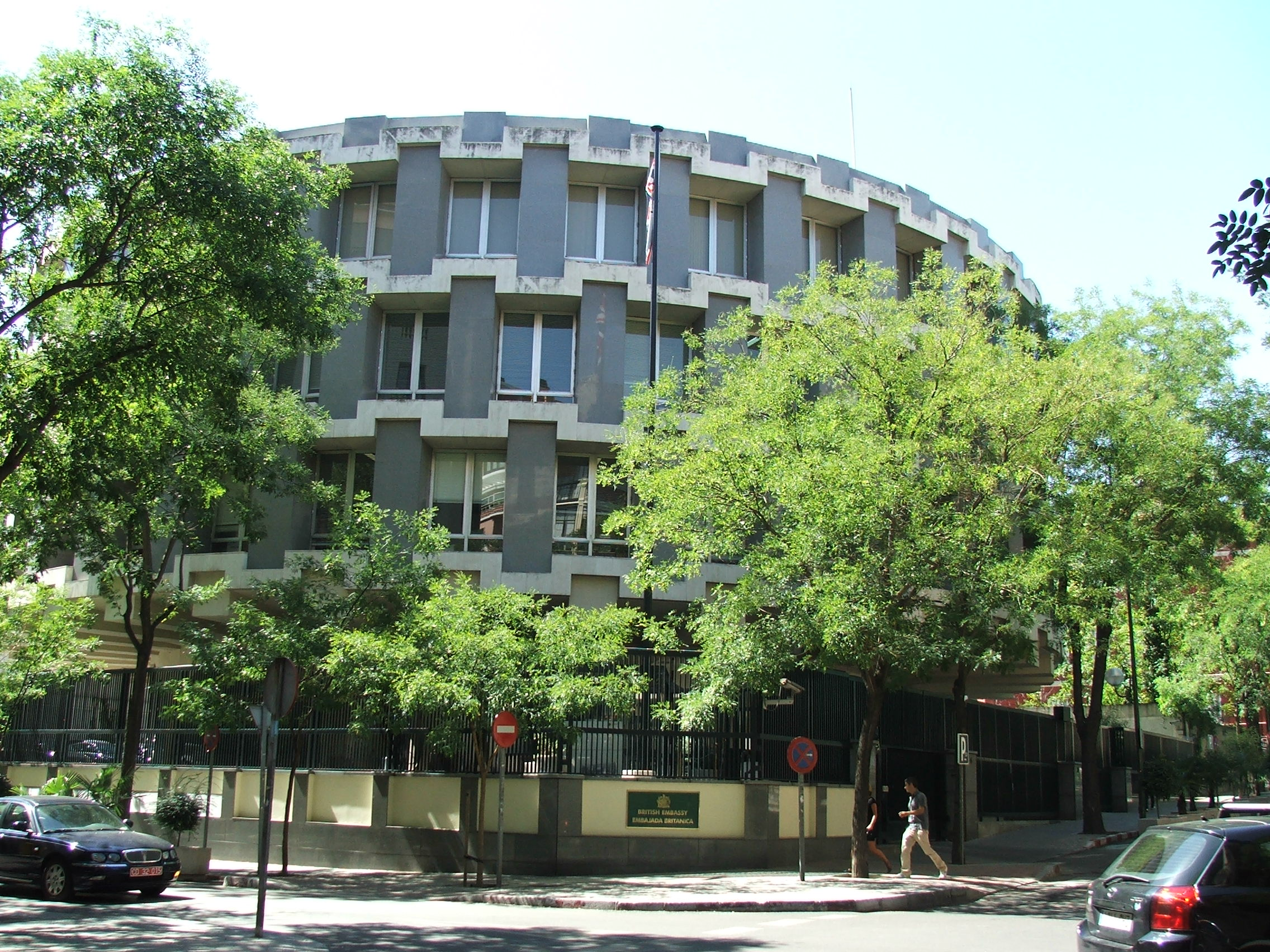
Antigua embajada del Reino Unido en Madrid entre 1966 y 2009, en el n.º 19.
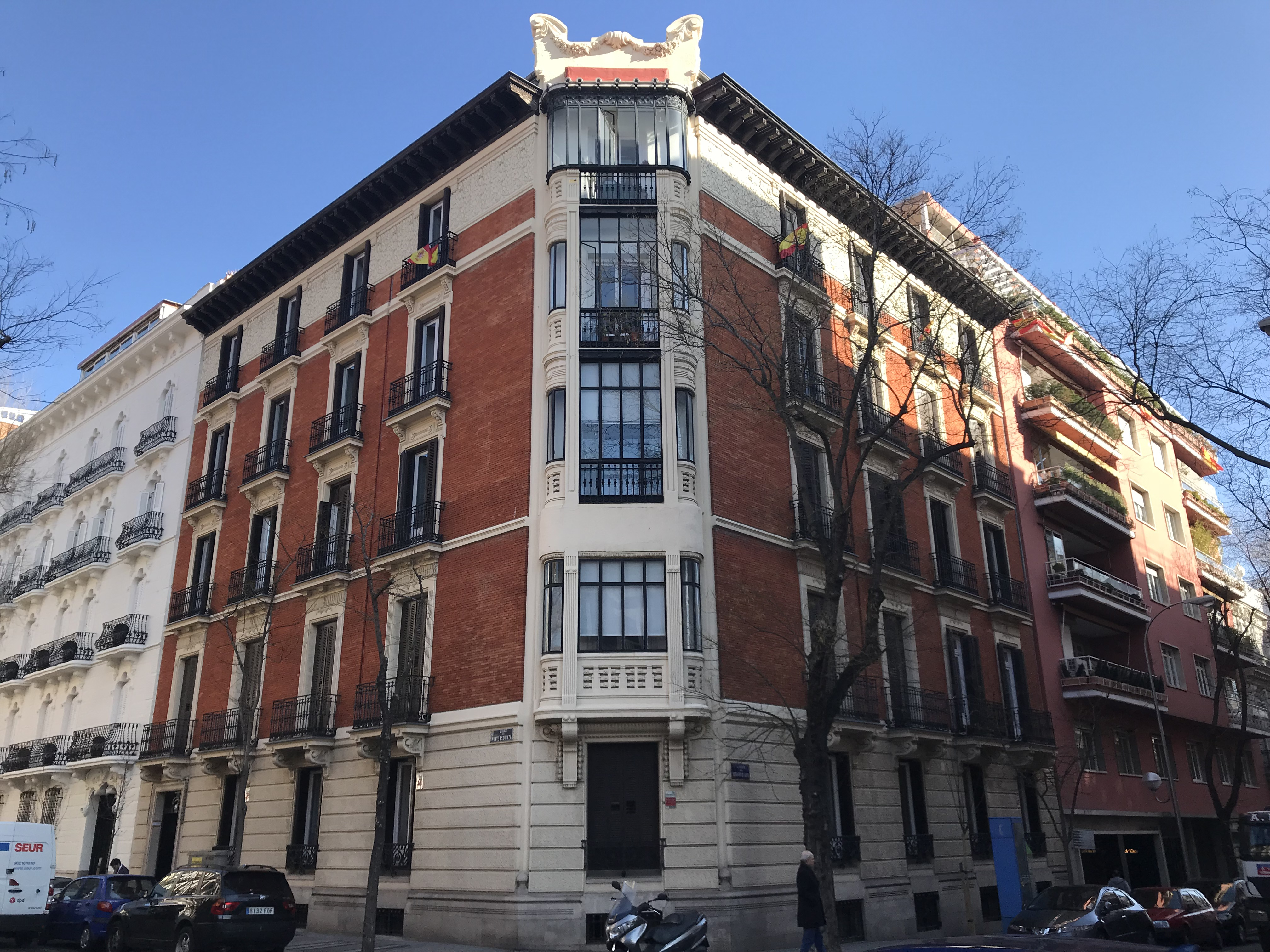
Edificio de viviendas para José Botín, en el n.º 20.
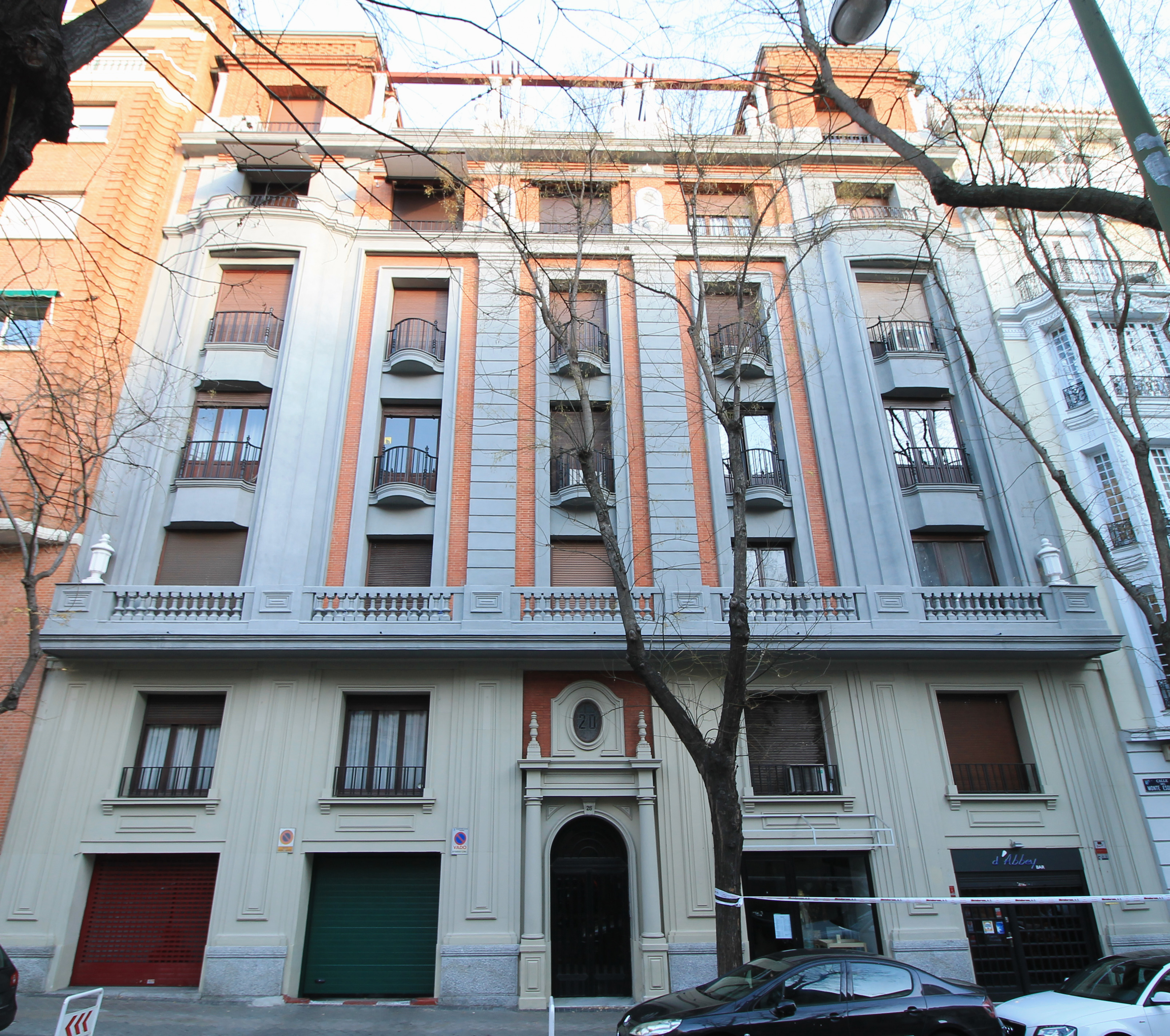
Edificio de Antonio Marsá Prat y Antonio Vallejo Álvarez, en el n.º 26.
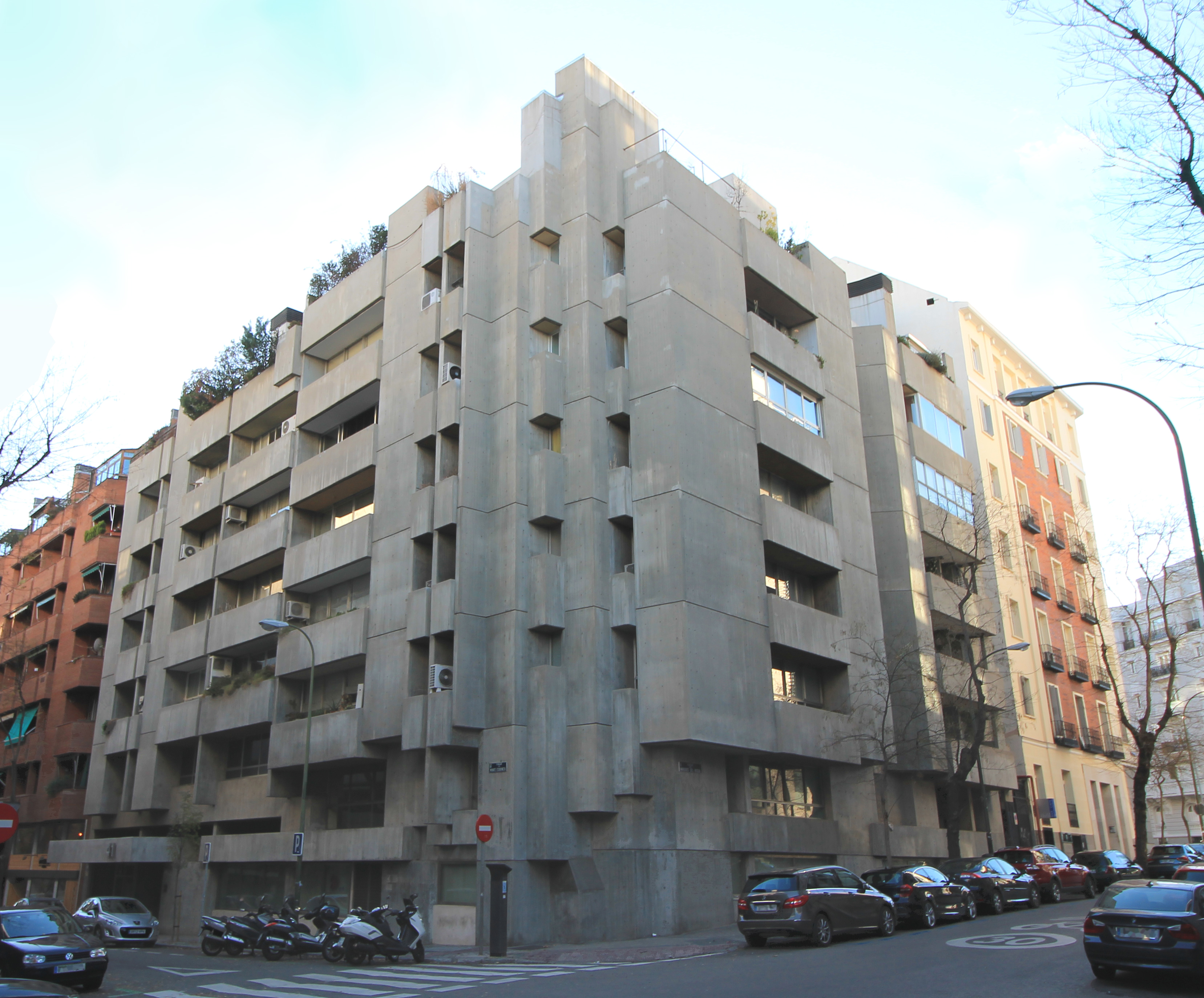
Viviendas de Javier Carvajal (1966-1968), en el n.º 41.
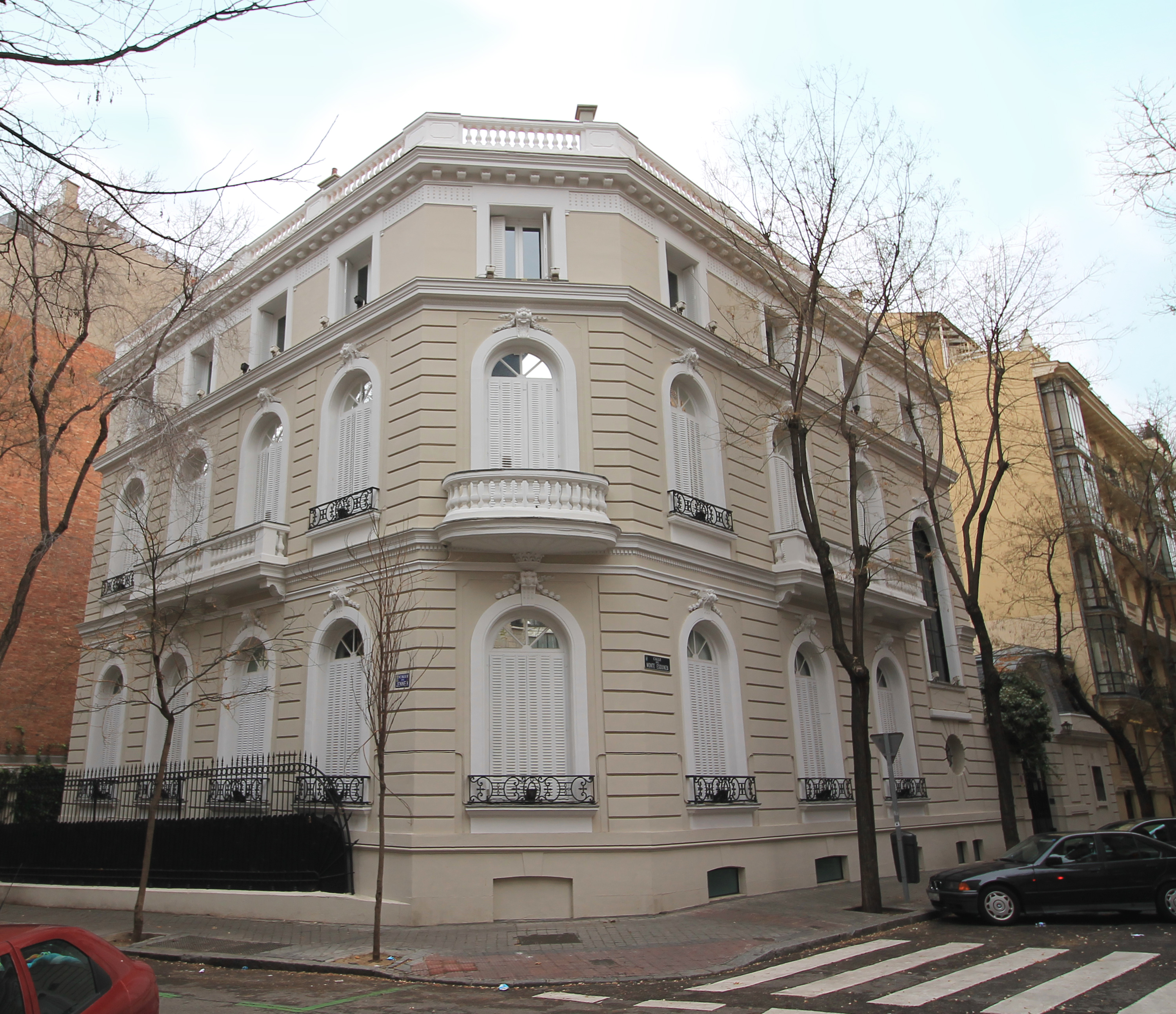
Antiguo palacete del Duque de Plasencia en Madrid, en el n.º 48.

### Edificios oficiales
- Calle del Monte Esquinza, 4, 4.ª planta está ubicada Oficialía Mayor, y en la planta baja la Subdirección General de Coordinación de la Administración General del Estado en las Comunidades Autónomas y Ciudades con Estatuto de Autonomía, ambas adscritas a la Subsecretaría del Departamento.[17]

- Calle del Monte Esquinza, 15, 5.ª planta donde está situada la Oficina Presupuestaria, dependiente de la Subsecretaría de Estado de Administraciones Públicas del Ministerio de Administraciones Públicas.[17]